# Macromphalia affinis
Macromphalia affinis är en fjärilsart som beskrevs av Joachim Francois Philiberto de Feisthamel 1839. Macromphalia affinis ingår i släktet Macromphalia och familjen ädelspinnare. Inga underarter finns listade i Catalogue of Life.